# PSA TU

## Silniki rodziny TU/TUD
Są to małe 4 cylindrowe silniki czterosuwowe rzędowe – benzynowe (TU) oraz wysokoprężne (TUD) głównie używane w samochodach koncernu PSA – Citroën i Peugeot. Mają pojemności skokowe od 1 do 1,6 litra (wyjątkiem był sportowy TU15 używany w specjalnym Citroën ZX Raylle). Wszystkie mają 8 zaworów i pojedynczy wałek rozrządu umieszczony w głowicy (z wyjątkiem najnowszych 16 zaworowych DOHC TU5 i ET3). Wszystkie są chłodzone cieczą. Blok cylindrów w zależności od wersji wykonany jest ze stopu lekkiego z mokrymi wymiennymi tulejami lub z żeliwa z wydrążonymi tulejami, głowica ze stopu lekkiego.
Zostały wprowadzone do produkcji w 1987 r. zastępując wcześniejsze silniki rodziny X popularnie zwanych „monoblokami” lub „leżakami”. Część rozwiązań technicznych odziedziczyły po poprzednikach, ale zostały pozbawione ich największych wad: pochylenia bloku cylindrów oraz umieszczenia skrzyni biegów w misce olejowej.

## Układ zasilania
Początkowo wyposażone w 1 lub 2 gaźniki, później we wtrysk paliwa jednopunktowy lub wielopunktowy.

## Układ zapłonowy
Układ zapłonowy – w silnikach gaźnikowych i pierwszych z wtryskiem zapłon z rozdzielaczem, w późniejszych – układ bezrozdzielaczowy.

## Wersje benzynowe

### TU9
Silnik TU9 to najmniejszy z rodziny – stosowany w samochodach Citroën AX i Citroën Saxo oraz w Peugeot 205 i Peugeot 106. Miał pojemność 954 cm³ (średnica cylindra 70 mm i skok 62 mm) pierwsze wersje miały moc 33 kW (45 KM) w roku 1992 po zastosowaniu jednopunktowego wtrysku paliwa oraz katalizatora osiągnięto 37 kW (50 KM). Produkcję zakończono w 2001 w związku z wprowadzeniem normy czystości spalin Euro III, której ten silnik nie spełniał.
| Model   | Moc           | Zasilanie              |
| ------- | ------------- | ---------------------- |
| TU9 M/Z | 50 KM (36 kW) | Wtrysk SPI katalizator |
| TU9/K   | 45 KM (33 kW) | 1-gardzielowy gaźnik   |

### TU1
Silniki TU1 mają pojemność 1124 cm³ (średnica 72 mm, skok 69 mm). Moc pierwotnie wynosiła 40 kW (55 KM). Po zastosowaniu wtrysku jednopunktowego w 1992 r. podniesiono ją do 44 kW (60 KM). Wprowadzenie normy czystości Euro III spowodowało konieczność zastosowania wtrysku wielopunktowego – przy niezmienionej mocy. Silnik stosowano w Citroënach AX, Saxo, ZX, C2, C3, Visa, C15 i Berlingo oraz w Peugeotach 106, 205, 206 i Partner.
| Model   | Moc             | Zasilanie              |
| ------- | --------------- | ---------------------- |
| TU1 JP  | 60 KM (44 kW)   | Wtrysk MPI katalizator |
| TU1 M/Z | 60 KM (44 kW)   | Wtrysk SPI katalizator |
| TU1/K   | 55 KM (40,5 kW) | 1-gardzielowy gaźnik   |

### TU2
Silnik TU2 ma pojemność 1294 cm³ (średnica 75 mm, skok 69,2 mm) moc wynosi 70 kW (95 KM) w Citroënie AX Sport, lub 101 KM w Peugeot 205 Rallye: w obydwu modelach zasilanie realizowały dwa podwójne gaźniki Weber 40 DCOE, w AX również Solex 40 ADDHE; Występował też w wersji z wtryskiem wielopunktowym i katalizatorem w Peugeot 106 Rallye 1300, osiągał również 101 KM.
| Model    | Moc            | Zasilanie                |
| -------- | -------------- | ------------------------ |
| TU2 Â    | 95 KM (70 kW)  | Dwa 1-gardzielowe gaźnik |
| TU24 Â/K | 101 KM (74 kW) | Dwa 2-gardzielowe gaźnik |
| TU2 J2/Z | 101 KM (74 kW) | Wtrysk MPI katalizator   |

### TU3
Silnik o pojemności 1360 cm³ montowany w samochodach koncernu PSA: Citroën AX, ZX, Xsara, Berlingo, C3, Peugeot: 205, 309, 405, 106, 206, 306, 307, Partner. Posiada moc 75 KM (55 kW). Maksymalny moment obrotowy 111 Nm. O zapłonie iskrowym, czterocylindrowy, rzędowy, chłodzony cieczą, z wałkiem rorządu w głowicy, umieszczony poprzecznie z przodu i pochylony o 8 stopni do przodu, napędzający koła przednie. Średnica cylindra – 75 mm, skok tłoka – 77 mm.
| Model   | Moc            | Zasilanie              |
| ------- | -------------- | ---------------------- |
| TU3 A/K | 70 KM (51 kW)  | 1-gardzielowy gaźnik   |
| TU3 F/K | 75 KM (55 kW)  | 1-gardzielowy gaźnik   |
| TU3 FJ2 | 100 KM (73 kW) | Wtrysk MPI             |
| TU3 FJ2 | 95 KM (69 kW)  | Wtrysk MPI katalizator |
| TU3 M/Z | 75 KM (55 kW)  | Wtrysk SPI katalizator |
| TU3 S   | 85 KM (62 kW)  | 2-gardzielowy gaźnik   |

### TU5
Silnik TU5 ma pojemność 1587 cm³ (średnica 78,5 mm, skok 82 mm). Osiąga moc od 66 kW (90 KM) do 77 kW (103 KM) w 8V i od 80 kW (109 KM) do 90 kW (122 KM) w 16v.
| Model     | Moc                   | Zasilanie                  |
| --------- | --------------------- | -------------------------- |
| TU5 J2/L3 | 103 KM (103 hp/77 kW) | Wtrysk MPI katalizator     |
| TU5 J4    | 118 KM (118 hp/87 kW) | 16v Wtrysk MPI katalizator |
| TU5 JP    | 90 KM (88 hp/66 kW)   | Wtrysk MPI katalizator     |
| TU5 JP4   | 109 KM (109 hp/80 kW) | 16v Wtrysk MPI katalizator |
| TU5 JP4 S | 122 KM (122 hp/90 kW) | 16v Wtrysk MPI katalizator |

### ET3
Silnik ET3 ma pojemność 1360 cm³ i jest ewolucją silników serii TU3. Został wzbogacony m.in. o 16-zaworową głowicę i zmienne fazy rozrządu (nie mylić z silnikami serii EP3 powstałymi we współpracy z firmą BMW).
| Model  | Moc           | Zasilanie                                         |
| ------ | ------------- | ------------------------------------------------- |
| ET3 J4 | 88 KM (66 kW) | 16v Wtrysk MPI katalizator, zmienne fazy rozrządu |

## Silniki wysokoprężne rodzina TUD

### TUD3
Silnik ten był montowany w Peugeocie 106 mk1 oraz w Citroënie AX, a także Roverze serii 100 i Citroen ZX (Portugalia). Pojemność – 1360 cm³, moc – 37 kW (50 KM), średnica cylindra – 75 mm, skok tłoka – 77 mm.
| Model | Moc           | Zasilanie |
| ----- | ------------- | --------- |
| TUD3  | 50 KM (37 kW) | Diesel    |

### TUD5
Silnik o pojemności 1527 cm³. Był następcą TUD3. Montowany w: Peugeot 106, Citroën AX, Citroën Saxo, Nissan Micra II, Rover serii 100 i Citroen Xsara (Portugalia). Moc – 58 KM, maksymalny moment obrotowy – 92 Nm, średnica cylindra – 77 mm, skok tłoka – 82 mm.
| Model | Moc           | Zasilanie |
| ----- | ------------- | --------- |
| TUD5  | 58 KM (42 kW) | Diesel    |

## Inne silniki PSA
- X
- XU
- XUD
- EW
- DW
- EV
- PRV
- ES
- Prince